# العبودية في قطر

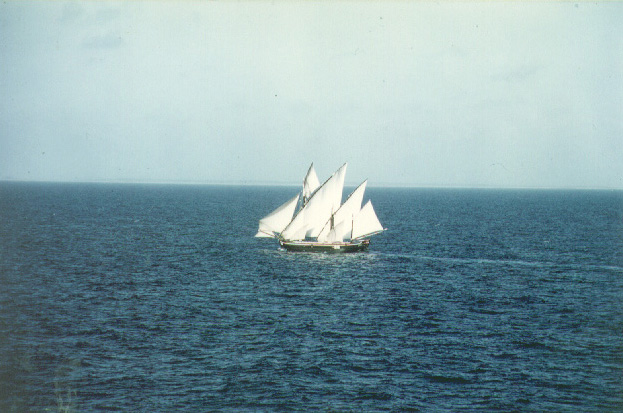
كانت المراكب الشراعية تستخدم لنقل البضائع والعبيد.

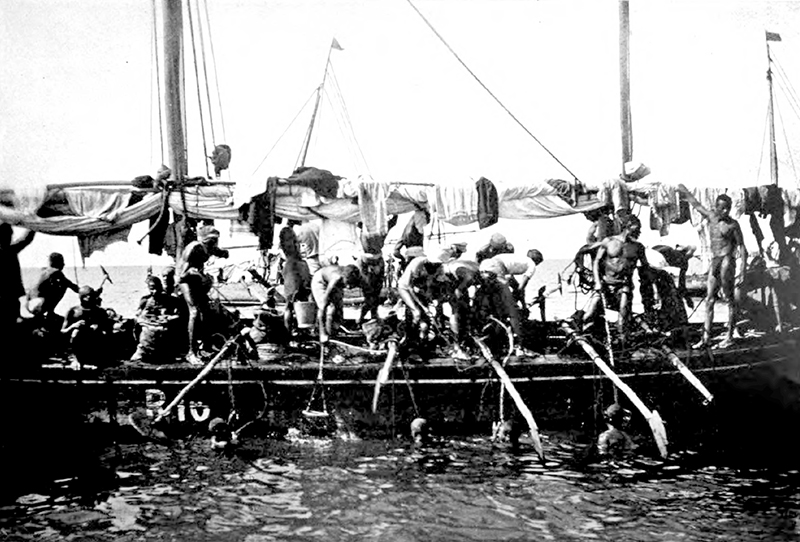
غواصو اللؤلؤ في الخليج العربي. في ذلك الوقت كانت صناعة اللؤلؤ تهيمن عليها العمالة المستعبدة.

طوال معظم تاريخها مارست قطر العبودية حتى إلغائها في عام 1952. العديد من أعضاء الأقلية الأفريقية العربية هم من نسل العبيد السابقين. خلف نظام الكفالة العبودية المنقولة. تم إلغاء نظام الكفالة في قطر منذ ديسمبر 2016. ومع ذلك لا تزال المخاوف قائمة بشأن حقوق العمال واحتفاظ أصحاب العمل بسلطة كبيرة على العمال.

## التاريخ

### تجارة الرقيق

#### الطريق العماني
خلال الإمبراطورية العمانية (1692-1856) كانت عمان مركزا لتجارة الرقيق في زنجبار. تم تهريب العبيد من ساحل السواحلي في شرق إفريقيا عبر زنجبار إلى عمان. من عمان تم تصدير العبيد إلى بقية شبه الجزيرة العربية وبلاد فارس بما في ذلك إمارات الساحل المتصالح وقطر والبحرين والكويت. موقع عمان الأمثل بين بحر العرب ومنطقة الخليج العربي وضعها كلاعب رئيسي في تجارة الرقيق في زنجبار. وباعتبارها نقطة ملاحية محورية اكتسبت عمان أهمية كبيرة في تاريخ منطقة الخليج العربي. استمر التأثير الاقتصادي لتجارة الرقيق ليصبح عاملا جوهريا في تشكيل اقتصاد عمان في عصر ما بعد تجارة الرقيق.
بدأت تجارة الرقيق العمانية من أفريقيا في الانكماش في أواخر القرن التاسع عشر.

#### طريق الحج
كان هناك طريق ثان لتجارة الرقيق حيث تم تهريب أشخاص من كل من إفريقيا وشرق آسيا إلى جدة في شبه الجزيرة العربية فيما يتعلق بالحج إلى مكة والمدينة. تم خداع الضحايا لأداء الرحلة طواعية معتقدين أنهم ذاهبون إلى الحج أو يتم توظيفهم كخدم ثم بيعهم عند وصولهم. تم تصدير هؤلاء العبيد بعد ذلك من الحجاز إلى عمان والإمارات المتصالحة وقطر والبحرين والكويت.

#### طريق البلوش
في الأربعينيات من القرن العشرين لوحظ طريق ثالث لتجارة الرقيق حيث تم شحن البلوش من بلوشستان عبر الخليج العربي وكان العديد منهم قد باع أنفسهم أو أطفالهم للهروب من الفقر. في عام 1943 تم شحن الفتيات البلوش عبر عمان والإمارات المتصالحة إلى مكة حيث كن شائعات كجواري (عبيد جنس) حيث لم تعد الفتيات القوقازيات متاحات وتم بيعهن مقابل 350-450 دولارا.

### الوظيفة والشروط
كانت العبودية تمارس من قبل آل ثاني والتجار الأثرياء ولكن أيضا من قبل القرويين العاديين الذين لم يكن بإمكانهم امتلاك سوى عبد واحد أو اثنين.

#### العبيد الإناث
كانت العبيد الإناث تستخدم في المقام الأول إما كخادمات منزليات أو كمحظيات (عبيد جنس). كان العبيد الذكور يستخدمون في عدد من المهام: كجنود وغواصين لؤلؤ وعمال مزارع وعمال محاصيل نقدية وبحارة وعمال أرصفة وحمالين وعمال قنوات الري وصيادين وخدم منزليين بينما كانت النساء تعملن كخادمات منزليات أو محظيات.
كانت العبيد الإناث تستخدم كخادمات منزليات ومحظيات بينما كان العبيد الذكور يستخدمون في المقام الأول في صناعة اللؤلؤ كغواصين لؤلؤ. كان لدى شركة النفط "أماكن حفر الإنتاج" 250 عاملا رقيقا خلال عامها الأول من الإنتاج في قطر عام 1949.
استخدمت النساء الأفريقيات السود في المقام الأول كعبيد منزليين وليس حصريا للخدمات الجنسية بينما كانت النساء القوقازيات البيض (عادة الشركسية أو الجورجية) مفضلات كمحظيات (عبيد جنس) وعندما تم تقليص طريق العبيد الرئيسي للفتيات البيض الرقيق بعد غزو روسيا للقوقاز وآسيا الوسطى في منتصف القرن التاسع عشر (مما أدى إلى تقليص تجارة الرقيق في البحر الأسود وتجارة الرقيق في خانات كازاخستان) أصبحت النساء البلوشيات و"الحمر" الإثيوبيات (أورومو وسيدامو) الأهداف المفضلة للعبودية الجنسية. تم بيع العبيد غير الأفريقيات في الخليج العربي حيث تم شراؤهن للزواج وكان عدد هؤلاء أقل وغالبا ما يكون من الأرمن أو الجورجيين أو من بلوشستان والهند.
غالبا ما كانت العبيد الإناث يستخدمن للخدمات الجنسية كمحظيات لفترة من الوقت ثم يتم بيعهن أو تزويجهن لعبيد آخرين وكان أصحاب العبيد يرتبون الزواج والطلاق لعبيدهم وكان ذرية العبيدين يصبحون عبيدا بدورهم. كان من الشائع أن يطالب أصحاب العبيد بالخدمات الجنسية للعبيد المتزوجات عندما يكون الزوج بعيدا لفترات طويلة من الزمن للبحث عن اللؤلؤ أو الأسماك أو العمل المماثل وكان الاعتداء الجنسي سببا شائعا يعطى عندما تتقدم العبيد الإناث بطلبات العتق في الوكالة البريطانية.
كان عدد العبيد الإناث في الخليج العربي مرتفعا أو أعلى من عدد العبيد الذكور لكن عدد العبيد الإناث اللائي تقدمن بطلبات العتق في الوكالات البريطانية في الخليج العربي كان أقل بكثير (280 فقط من 950 حالة موثقة في الفترة 1921-1946) ويرجع ذلك على الأرجح إلى أنه في المجتمع الإسلامي في الخليج العربي حيث تم استبعاد النساء من العمل المأجور والحياة العامة كان من المستحيل على المرأة المحررة أن تعيش بدون حامي ذكر.

#### العبيد الذكور
خلال الفترة المزدهرة من أواخر القرن السابع عشر إلى أوائل القرن الثامن عشر لعب العبيد الذكور دورا محوريا في صناعة اللؤلؤ المزدهرة في قطر وخاصة كغواصين لللؤلؤ. لم يؤد قطاع الغوص بحثا عن اللؤلؤ المزدهر إلى إنشاء مستوطنات ساحلية فحسب بل أدى أيضا إلى هجرة كبيرة إلى قطر. بعد ذلك شهدت الأمة انتعاشا اقتصاديا كبيرا يعزى إلى ازدهار صناعة صيد اللؤلؤ. سهل هذا الازدهار الاقتصادي اندماج قطر في الاقتصاد العالمي وشكل بداية العولمة في المنطقة. كان هؤلاء العبيد الذين ينحدرون في الغالب من أصل أفريقي والذين يشكلون ما يقرب من ربع إلى ثلث سكان قطر منخرطين بشكل بارز في زراعة واستغلال اللؤلؤ.
كان من الشائع أن يستخدم الرجال العرب الخدمات الجنسية للنساء الأفريقيات المستعبدات ولكن العبد الأفريقي الذكر الذي يمارس الجنس مع امرأة عربية "من دم نقي" محلية كان يتم إعدامه للحفاظ على شرف القبيلة والمكانة الاجتماعية بغض النظر عما إذا كان الزوجان متزوجين أم لا.

## النشاط ضد تجارة الرقيق
سيطرت الإمبراطورية البريطانية على قطر في تسعينيات القرن التاسع عشر ووقعت على اتفاقية العبودية لعام 1926 لمحاربة العبودية في جميع الأراضي الخاضعة لسيطرتها. ومع ذلك شككوا في قدرتهم على منع القطريين من الاستمرار في العبودية لذلك كانت السياسة البريطانية هي طمأنة عصبة الأمم بأن قطر اتبعت نفس معاهدات مكافحة العبودية التي وقعها البريطانيون ومنع مراقبة المنطقة التي يمكن أن تدحض الادعاءات. في أربعينيات القرن العشرين كانت هناك عدة اقتراحات قدمها البريطانيون لمكافحة تجارة الرقيق والعبودية في المنطقة لكن لم يعتبر أي منها قابلا للتنفيذ على القطريين.

### الإلغاء
بعد الحرب العالمية الثانية كان هناك ضغط دولي متزايد من الأمم المتحدة لإنهاء تجارة الرقيق. في عام 1948 أعلنت الأمم المتحدة أن العبودية جريمة ضد الإنسانية في الإعلان العالمي لحقوق الإنسان وبعد ذلك أشارت المنظمة الدولية المناهضة للعبودية إلى وجود حوالي مليون عبد في شبه الجزيرة العربية وهو ما يشكل جريمة ضد اتفاقية العبودية لعام 1926 وطالبت الأمم المتحدة بتشكيل لجنة للتعامل مع القضية. شكلت الأمم المتحدة اللجنة المخصصة للعبودية في عام 1950 مما أدى إلى تقديم الاتفاقية التكميلية لإلغاء العبودية. قدمت اللجنة المخصصة للعبودية تقريرا عن العبودية في قطر خلال تحقيق 1950-1951.
تم إلغاء العبودية أخيرا من قبل حاكم قطر بعد ضغوط بريطانية في مارس 1952. سددت الحكومة القطرية مالكي العبيد السابقين ماليا وساهم الشيخ علي بن عبد الله آل ثاني شخصيا بنسبة 25 في المائة من أموال التعويض. بحلول مايو 1952 تم دفع أموال العتق لـ 660 عبدا وكان متوسط مبلغ التعويض 1500 روبية ولكن بالنسبة للبعض مثل فتاة جارية واحدة فقد وصل إلى 2000 روبية وتمت الإشارة إلى التعويض على أنه أول توزيع كبير للثروة في قطر. أصبح العبيد السابقون في قطر مواطنين بعد العتق. العديد من أعضاء الأقلية الأفريقية العربية هم من نسل العبيد السابقين.
في عام 1957 ضغط البريطانيون على حكام الخليج العربي لقبول اتفاقية العبودية التكميلية لعام 1956 وفقا للتطبيق الاستعماري وقد قبلت الكويت وقطر والبحرين هذا لكن حكام الساحل المتصالح صرحوا بأن مثل هذا القانون لا يمكن إنفاذه.
ومع ذلك تم ذكر العبيد في قطر بعد إلغائه رسميا عام 1952. ويذكر أن شيوخ قطر قد ضموا العبيد إلى حاشيتهم عند حضور تتويج الملكة إليزابيث الثانية في لندن عام 1953 وكذلك أثناء زيارتهم لبريطانيا عام 1958.
العديد من أعضاء الأقلية الأفريقية العربية هم من نسل العبيد السابقين ومن الأمثلة البارزة على ذلك فاطمة شداد.
بعد إلغاء العبودية تم توظيف العمال المهاجرين الفقراء بموجب نظام الكفالة والذي تمت مقارنته بالعبودية. في أغسطس 2020 ألغت قطر نظام الكفالة وأدخلت إصلاحات العمل. بموجب هذه الإصلاحات يمكن للعمال تغيير وظائفهم دون إذن صاحب العمل ويتقاضون الآن الحد الأدنى الأساسي للأجور بغض النظر عن جنسيتهم. تم تحديد الحد الأدنى الأساسي للأجور عند 1000 ريال قطري. يجب على أصحاب العمل توفير بدلات الطعام والسكن والتي تبلغ 300 ريال قطري و500 ريال قطري على التوالي. قدمت قطر نظام حماية الأجور لضمان امتثال أصحاب العمل للإصلاحات. يراقب نظام حماية الأجور العمال في القطاع الخاص. وقد قلل هذا النظام الجديد من انتهاكات الأجور والنزاعات بين العمال المهاجرين.

### النصب التذكاري
في عام 2015 افتتحت الحكومة متحفا عن العبودية في قطر في منزل بن جلمود في الدوحة والذي وصف بأنه أول متحف يركز على العبودية في العالم العربي. يقف متحف بن جلمود كمقر تراثي مخصص لفحص واستكشاف الموضوع التاريخي للعبودية في قطر والتعمق في التاريخ الأوسع للمنطقة. من منظور بعض كبار السن القطريين يعتبر هذا المتحف حساسا بسبب إلغاء العبودية مؤخرا نسبيا. العديد من الزوار الحساسين لهذا المكان هم أفراد عاشوا خلال الحقبة التاريخية المقابلة.

## العبودية الحديثة

### نظام الكفالة
برزت قطر كوجهة مرغوبة للغاية للعمالة المهاجرة بسبب التنمية الشاملة في مختلف القطاعات بما في ذلك البنية التحتية والاقتصاد والخدمات الاجتماعية والتخطيط الحضري والمزيد. احتلت قطر أعلى نسبة من العمالة الوافدة على مستوى العالم في عام 2019 حيث شكلت 89.5٪ من القوى العاملة. تتميز قوة العمل الأجنبية الكبيرة هذه بخلفياتها الدينية والثقافية والاجتماعية المتنوعة. يمكن إرجاع الزيادة في العمالة الوافدة إلى العرض الناجح الذي قدمته دولة قطر لاستضافة نهائي كأس العالم لكرة القدم 2022 في عام 2010. تطلب التحضير لهذا الحدث الكبير مشاريع بنية تحتية واسعة النطاق بما في ذلك بناء ملاعب ومرافق وفنادق كبيرة لاستيعاب الضيوف الدوليين. كان التطور المحوري في الستينيات هو إدخال نظام الكفالة المعروف باسم "الكفالة" بهدف تنظيم ومراقبة دخول وخروج العمالة الوافدة.
يؤسس نظام الكفالة علاقة قانونية بين العامل الأجنبي وصاحب العمل ويتطلب من كل وافد يبحث عن عمل في قطر أن يكون لديه كفيل. يمكن أن يكون الكفيل مواطنا قطريا أو وافدا مقيما في قطر أو كيانا قانونيا (شركة/مؤسسة) مقره قطر. يتحمل الكفيل مسؤولية إقامة الوافد مما يسهل إصدار وتجديد التأشيرة المهنية كل عامين. بالإضافة إلى ذلك يوفر الكفيل الإقامة والطعام والنقل والتأمين الصحي للعمال. ومع ذلك تعرض نظام الكفالة لانتقادات بسبب خلق اختلال في توازن القوى لصالح أصحاب العمل المحليين على العمال المهاجرين مما يعرض هؤلاء لمخاطر الإتجار بالبشر والعمل القسري.
ردا على معايير العمل الدولية أعلنت قطر رسميا إلغاء نظام الكفالة في 12 ديسمبر 2016. يهدف هذا القرار التاريخي إلى استبدال نظام الكفالة بعقد عمل بهدف تحسين الظروف المعيشية وحماية حقوق العمال الوافدين. كان إلغاء نظام الكفالة جزءا من حزمة إصلاح أوسع نطاقا مصممة لتعزيز سوق العمل في قطر.

### مشكلة لم تحل
رسميا تم إلغاء العبودية في قطر في منتصف القرن العشرين لكن الظروف التي عاش وعمل فيها العديد من العمال الذين أعدوا البلاد لكأس العالم لكرة القدم تبدو وكأنها عبودية تقريبا. كان من الضروري لفترة طويلة أن يحصل العامل المهاجر في قطر على إذن من صاحب العمل لتغيير الشركة التي يعمل بها وتم إلغاء هذا القيد في عام 2020. بالإضافة إلى ذلك لا يمكن للعامل مغادرة البلاد دون إذن من صاحب عمله.
من بعض النواحي يشبه كل هذا العبودية حتى على المستوى الرسمي فقط بصيغ أكثر صحة.
وفقا لمؤشر العبودية العالمي (الذي أنشأته مؤسسة المشي الحر وهي مجموعة دولية من الخبراء في مكافحة العبودية والاتجار بالبشر بمساعدة شركة أبحاث غالوب) يوجد أكثر من 30 ألف شخص في العبودية الحديثة في قطر. وهذا أحد أسوأ المؤشرات في العالم.
في عام 2016 أعلنت قطر رسميا إلغاء الكفالة لكنها قدمت بديلا. ترك لصاحب العمل الحق في تقرير ما إذا كان سيسمح للموظفين الأجانب بالعودة إلى ديارهم. إذا لم يتمكن الموظف والسلطات من التوصل إلى حل وسط يتم النظر في القضية من قبل لجنة الاستئناف.

### بناء الملاعب
حصلت قطر على حق استضافة كأس العالم لكرة القدم في ديسمبر 2010. وفي عام 2012 بدأ الاتحاد الدولي للنقابات العمالية في تلقي شكاوى من العمال العاملين في بناء المرافق. وبحلول بداية عام 2013 تجاوز عدد الطلبات عدة آلاف وبعد ذلك ناشدت منظمة "توقعات التكلفة الطبية" وزارة العمل في قطر بمطالبة بالتعامل مع ستة مقاولين.
وفي نداءها شدد اتحاد النقابات العمالية على أربعة أنواع من الانتهاكات: طبيعة العمل لا تتوافق مع ما هو منصوص عليه في اتفاقية العمل وعدم وفاء أصحاب العمل بالتزاماتهم بدفع الأجور وسحب أصحاب العمل لجوازات السفر من الموظفين وإجبار الموظفين على العيش في معسكرات عمل مكتظة وحرمانهم من الحق في تشكيل النقابات العمالية.
وردا على هذه الاتهامات وعدت السلطات القطرية بزيادة عدد المفتشين في مرافق كأس العالم 2022 بنسبة 25% (كان من المفترض أن يتجاوز عددهم 300 شخص) وقال رئيس الاتحاد الدولي لكرة القدم (فيفا) آنذاك سيب بلاتر إن الوضع المتعلق بحقوق العمال سيتم مناقشته في اجتماع للجنة التنفيذية للمنظمة في أوائل أكتوبر 2013.
بعد حوالي 100 يوم من انتهاء بطولة كأس العالم لكرة القدم 2022 في قطر وجد عدد كبير من عمال البناء المشاركين في بناء الاستاد أنفسهم عاطلين عن العمل وفقراء ويكافحون من أجل تلبية الاحتياجات الأساسية. أبدى أبو بكر عامل البناء في قطر الذي توقع إرثا أكثر واعدة لمستقبله أسفه على الوضع المزري الذي عاشه حيث ظل بلا طعام لمدة يومين وظل غير ناجح في تأمين عمل بعد حدث كأس العالم. لقد تعرضت قطر لانتقادات كبيرة بسبب الظروف القاسية التي يتحملها العديد من العمال ذوي الأجور المنخفضة والتي تشمل قضايا مثل الحرمان من الأجور ورسوم التوظيف غير المشروعة وحالات الإصابة والوفاة أثناء بناء الملاعب والبنية التحتية. ردا على هذه المخالفات نفذت قطر إصلاحات عمالية كبيرة مما مكن العمال المهاجرين من تغيير الوظائف دون الحاجة إلى موافقة صاحب العمل وإنشاء حد أدنى مرتفع وغير متحيز للأجور.
للمرة الأولى لم تقتصر تقارير صحيفة الجارديان على انتهاكات الحقوق بل تناولت أيضا الوفيات في مواقع البناء لكأس العالم في فبراير 2014. وزعم المقال أنه في غضون ثلاث سنوات من بين مليوني عامل مهاجر قد يموت ما يصل إلى 4000 عامل بسبب الظروف التي لا تطاق وانعدام الأمن. كما ذكرت الصحيفة العمال من أي البلدان غالبا ما يبقون للعمل في قطر - على سبيل المثال يشكل المهاجرون من الهند 22٪ من إجمالي عدد الأشخاص العاملين في مرافق كأس العالم وتقع حصة مماثلة على عاتق باكستان. حوالي 16٪ من العمال من نيبال و13٪ من إيران و11٪ من الفلبين و8٪ من مصر و8٪ من سريلانكا.